# 27396 Shuji
27396 Shuji (2000 EE101) là một tiểu hành tinh vành đai chính được phát hiện ngày 13 tháng 3 năm 2000 bởi A. Nakamura ở Kuma Kogen.